# Brandschutz in Tunneln
In diesem Artikel wird der Brandschutz in Tunneln anhand der aus brandschutztechnischer Sicht relevanten Normen und Richtlinien im Tunnelbau sowie dafür eingesetzte Verfahren und Materialien beschrieben.
Der Tunnelbau ist ein Teilbereich des Tiefbaus. Nach der Einordnung in der DIN 1076 zählen Tunnel neben Brücken und Stützbauwerken zu den Ingenieurbauwerken. Die gleiche Norm zählt auch die für Bau und Betrieb erforderlichen Nebenanlagen, soweit sie baulich nicht getrennte Bestandteile des Bauwerkes sind, zum Tunnel dazu. Um die Anforderungen zu erfüllen, die an diese Bauwerke gestellt werden, bedarf es der besonderen Sorgfaltspflicht durch die Fachingenieure (Geologie, Verkehrsplanung, Baubetrieb, Maschinenbau, Elektrotechnik usw.) bei der statischen, aber auch konstruktiven Planung und Umsetzung. Der Brandschutz im Tunnel ist bei der Planung, im Bau und im Betrieb ein elementares Thema zum Schutz der Nutzer und des Bauwerks.

## Baulicher Brandschutz
Um den baulichen Brandschutz des Tunnelbauwerkes zu gewährleisten, gibt es drei Möglichkeiten:
1. Außen aufgebrachte Bekleidungen
2. Aufgesprühten Brandschutz
3. Neuartige Betonrezepturen mit Kunststofffaseranteilen

### Auswirkungen eines Brandereignisses auf Beton
Beton, Fels oder die im Beton liegende Stahlbewehrung gelten nach DIN 4102-1 als nicht brennbar. Stahlbeton weist allerdings bei Temperaturen über 500 °C sehr hohe Verluste der Festigkeit auf. Nach Europäischer Norm EN 13501-2 kann die Ermittlung des Feuerwiderstands eines Bauteils anhand von drei Hauptkriterien „R“, „E“ und „I“ erfolgen. Die Tragfähigkeit R ist die Fähigkeit des Bauteils, unter festgelegten mechanischen Einwirkungen einer Brandbeanspruchung ohne Verlust der Standsicherheit für eine bestimmte Zeitdauer zu widerstehen. In Deutschland spiegeln sich diese Kriterien in der nationalen Klassifizierung „F“ nach DIN 4102-2 wider. Grundlage für die europäischen Klassifizierungen „R“, „E“ und „I“ sowie national „F“, resultierend aus den beiden benannten Prüfnormen, ist für Brandprüfungen die ISO- oder ETK-Kurve (im Diagramm unten „Grau“ dargestellt).Tunnelbrandkurven und damit die thermischen Einwirkungen auf den Beton und die tragende Bewehrung gehen weit darüber hinaus (siehe ebenfalls Diagramm unten).
Infolge des Verlustes der Tragfähigkeit eines Bauteils aus Stahlbeton sind deshalb, in Abhängigkeit zu ihrer Klassifizierung und entgegen den Anforderungen nach ZTV-ING, Teil 7, bleibende Verformungen des Bauwerks zu erwarten. Das Feuersetzen, bei dem man sich im Bergbau die Schädigung des Gesteins durch Temperatureinwirkung vor allem beim Abbau von sehr festem Gesteinen zunutze gemacht hat, ist im Prinzip die technische Anwendung dessen, was bei einem Brand im Tunnel als schädigende Einwirkung auftritt. Diese Schädigungen können auch bei Bränden unter Autobahnbrücken oder im Bereich von Stützwänden, also im Bereich neuralgischer Verkehrsknotenpunkte, auftreten, obwohl es sich dann um einen Außenbereich mit vermeintlich kühlender Außenluft handelt.
Ursachen für Festigkeitsverluste beim Beton sind dessen physikalische oder chemische Veränderungen im Innern. Physikalische Veränderungen sind hier Volumenvergrößerungen bzw. temperaturbedingte Eigen- und Zwängungsspannungen sowie Rissbildungen im und am Betonquerschnitt. Bei den chemischen Veränderungen wird infolge der Erhitzung des Betons mit einer 1700fachen Ausdehnung das kapillar gebundene Wasser im Beton freigesetzt, das dann plötzlich entweichen muss. Auf diese Weise entstehen explosionsartig tiefe Abplatzungen, die Bewehrung wird großflächig freigesprengt und beflammt, der Beton selbst wird brüchig bzw. mürbe. Die Literatur gibt hier für die Feuchtigkeit einen Wert von > rd. 2 M.-% an. In einem solchen Szenario sollen jedoch die in der RABT geforderte Selbst- und Fremdrettung von Personen sowie die Hilfeleistung und Brandbekämpfung der Rettungsdienste funktionieren.

### Bekleidungsarten
1. Als verlorene Schalung anbetoniert
2. Nachträglich direkt verdübelt
3. Nachträglich montiert auf Plattenstreifen oder Montageschienen als Unterkonstruktion

Bei allen drei Bekleidungsarten sind das Material der Bekleidung und die Montagemittel nach ZTV-ING, Teil 7, Abschnitt 4, als Einheit zu betrachten und somit gemeinsam für die Zustände bei und nach Brandbeanspruchung nachzuweisen.

### Bekleidungssysteme

#### Brandschutzplatten aus Beton
Es handelt sich hier um Brandschutzbauplatten aus Glasfaserleichtbeton mit Zement als Bindemittel, bauaufsichtlich zugelassener Glasfaser zur Bewehrung und geschlossenzelligem Glasschaumgranulat als Zuschlagsstoff. Als Zuschlagstoff wird anstelle des Glasschaumgranulats seit einiger Zeit Perlit eingesetzt.
Trotz eines relativ niedrigen Schmelzpunktes der Glasfaser- und Glasschaumgranulatanteile erfüllt diese Platte bis 1200 °C den Brandschutz nach der ZTV-ING mit 30 Minuten Branddauer zuzüglich Abkühlphase. Infolge des Einsatzes von Perlit als Leichtzuschlag werden inzwischen auch höhere Temperaturbeanspruchungen erfüllt. Die Bekleidung kann nachträglich mit oder ohne Hinterlegungsstreifen oder als verlorene Schalung montiert werden. Die für Tunnel vorgesehenen Platten erfüllen auch alle weiteren Anforderungen an die Eigenschaften eines Baustoffes für Tunnelbauwerke.

#### Lochbleche
Bei korrosionsgeschützten Lochblechen mit Dämmschichtbildner und farblich variierbarer Deckbeschichtung muss der Korrosionsschutz bei einer Einordnung nach ZTV-ING, Teil 7, Abschnitt 4, für die Anforderungsklasse II bzw. die Widerstandsklasse IV sichergestellt sein, bei dann kostenträchtiger Verwendung der genannten Edelstahlgüten. Lochbleche erfüllen als Bekleidung brandschutztechnisch die Anforderungen der ZTV-ING bis 30 Minuten Branddauer zuzüglich Abkühlphase.
Im direkten Vergleich sind sie die dünnste Bekleidungsform. In Verbindung mit 30 mm Distanzhülsen und Ausgleichblechen beträgt der Gesamtaufbau allerdings ca. 35 mm.

#### Silikat-Brandschutzbauplatten
Silikat-Brandschutzbauplatten werden auf der Basis einer Zement-/Betontechnologie mit hochtemperaturbeständigen Materialien hergestellt. Die Aushärtung erfolgt teilweise spannungsfrei im Autoklaven (Dampferhärter). Neben den Brandschutzeigenschaften werden auch alle weiteren statisch und atmosphärisch relevanten Eigenschaften für den Einsatz in Tunnelbauwerken erfüllt. Auf Grund der Herstellungsverfahren sind Silikat-Brandschutzbauplatten als Tunnelbauplatten nachweislich für sehr hohe Temperaturen von 1350 °C bis 1400 °C sowie zur Erreichung sehr hoher Feuerwiderstandszeiten geeignet.
Silikat-Brandschutzbauplatten erfüllen die Anforderungen nach ZTV-ING mit 30, 60 (EBA-Kurve), 90 und 115 Minuten Branddauer zuzüglich Abkühlphase. Ferner sind die 120-minütige RWS-Kurve, eine auf 180 Minuten verlängerte RWS-Kurve, die HCM-Kurve sowie Langzeit-Untersuchungen über 7 Stunden unter Einhaltung der Kriterien nachgewiesen. Alle mit Silikat-Brandschutzbauplatten durchgeführten Untersuchungen sind von der STUVA bzw. STUVAtec in Köln beurteilt und die Ergebnisse in zwei umfassenden Berichten beschrieben worden.
Danach wurden sowohl die Bewehrung als auch die Betonoberfläche in den oben genannten Zeiträumen der unterschiedlichen Tunnelbrandkurven nur mäßig belastet. Die erreichten Maximaltemperaturen lagen teilweise mehr als 50 % unter den zulässigen Grenzwerten nach ZTV-ING, EBA oder RWS.

### Spritzputzsysteme
Diese Form des Brandschutzes wird als poröser Trockenmörtel angespritzt. Spritzputzsysteme erhalten größtenteils eine Stahlmattenbewehrung als Unterkonstruktion in der Stahlsorte V5A, um Haftungsproblemen in der Tunnelatmosphäre dauerhaft vorzubeugen. Die Verankerung der Bewehrung erfolgt über geeignete Dübel. Spritzputzsysteme können zum Beispiel keramische Fasern, Perlite oder Vermiculite enthalten.
Brandschutztechnisch werden die Anforderungen der ZTV-ING, mit 90 Minuten Branddauer zuzüglich Abkühlphase mit 25 mm Schichtdicke (Untersuchung aus 2018) sowie der RWS-Kurve erfüllt. Die fertige Oberfläche der ansonsten eher ca. 30 mm bis 75 mm dicken Brandschutzbeschichtungen ist sehr rau, im Bereich von Bauwerksfugen oder Verbindungspunkten von Tübbingen sind zusätzliche Maßnahmen notwendig.

### Kunststofffaserbeton
In jüngerer Zeit ist man auch bei hochfesten Betonen dazu übergegangen, dem Beton durch Zugabe von Kunststofffasern, z. B. Polypropylen (PP) mit ca. 3 kg/m³ Beton, ein Porensystem zu geben, um Abplatzungen zu minimieren. Bei Temperatureinwirkung schmelzen die Kunststofffasern und geben dem entstehenden Wasserdampf Raum. Auf diese Weise sollen Dampfspannungen im Innern und damit mögliche Betonabplatzungen abgebaut werden. Inzwischen sind mit solchen Systemen Untersuchungen nach ZTV-ING, bei unterschiedlichen Branddauern zuzüglich Abkühlphase, sowie der RWS-Tunnelbrandkurve vorgenommen worden. Die Betonabplatzungen ließen sich nachgewiesen bis auf maximal 10 mm unterhalb der ursprünglichen Oberfläche des untersuchten Bauteils reduzieren. Ganz verhindern wird man, im Gegensatz zu außen aufgebrachten Brandschutzbekleidungen, die Betonabplatzungen durch PP-Beimischungen jedoch nicht können.
Verbrauchte, als „Opferschicht“ außen am Beton angebrachte Brandschutzmaterialien sind dann relativ einfach und damit kostengünstig zu ersetzen. Bei einem unbekleideten, mit Kunststofffasern durchsetzten Beton übernimmt dieser jedoch auch die Funktion der „Opferschicht“. Das heißt, die für den Brandschutz verbrauchten PP-Fasern und die Festigkeitsverluste werden sich, über das reduzierte Abplatzungsmaß hinaus, bis in tiefe Bauteilebenen erstrecken und es notwendig machen, den Beton zu weitaus höheren Kosten zu sanieren.

## Anlagentechnischer Brandschutz
Unter dem Begriff anlagentechnischer Brandschutz werden alle technischen Anlagen und Einrichtungen, welche dem Brandschutz dienen, zusammengefasst. Folgende Anlagen kommen in Tunneln zum Einsatz:
- Brandmeldesystem BMS[5]
- Brandbekämpfungssystem[5]
- Entrauchungseinrichtungen[6]
- Einrichtungen des BOS-Funks[7] zur Verbesserung der Kommunikation für Lösch und Rettungstrupps
- Drahtgebundene Kommunikationseinrichtungen
- Elektromechanisch betriebene Rauch- oder Feuerschutztore zur Sektionsbildung

Außerdem gibt es auch Anforderungen für technische Einrichtungen in der Nähe von den Tunnelportalen, wie beispielsweise die in der EBA 2008-07 beschriebenen Anordnung von Löschwasserentnahmestellen.

## Großbranduntersuchungen
Im September 2003 ist im Runehamar-Tunnel bei Åndalsnes, Norwegen, der erste von vier „full- or large-scale tunnel fire tests“ im Rahmen eines Forschungsprojektes unter realen Bedingungen durchgeführt worden. Dieses ist Teil des UPTUN-Programms (Upgrading methods for fire safety in existing TUNnels), unter Federführung der Prüfanstalten SP (Schweden), SINTEF (Norwegen) und TNO (Niederlande).
Gegenüber dem etwa 19 Jahre zurückliegenden Eureka-Projekt EU 499 Firetun (1990 bis 1992) im Repparfjord Tunnel, Norwegen, hatten die diesmal durchgeführten Brandversuche größere Dimensionen. Zum Schutz des stillgelegten Felsentunnels wurde im Bereich der Branduntersuchungen eine selbsttragende Stahlrohrkonstruktion eingebaut. Die daran montierte Auskleidung mit Silikat-Brandschutzbauplatten betrug für die Seitenwände 25 mm, einlagig, und für die Deckenfläche 25 + 20 mm, zweilagig. Sie musste einer wiederholten Brandbeanspruchung durch vier Großbrände standhalten und tat dies auch.
Mit dem ersten Brandversuch am 18. September 2003 erzielte man einen 203-MW-Brand, der innerhalb von 35 Minuten, dem Verlauf der RWS-Kurve folgend, 1365 °C erreichte. Danach schloss sich eine Abkühlphase an. Diese hohe Brandintensität und Temperatur entsprach einem einzigen simulierten Lkw, dessen Ladung von etwa 10 t sich aus ca. 80 % Holzpaletten und ca. 20 % Kunststoffpaletten zusammensetzte. Drei weitere große Brandversuche (158 MW, 125 MW für Schränke und Sofas sowie 70 MW) mit derselben Schutzauskleidung des Tunnels folgten.

## Reale Brandereignisse und Großbranduntersuchungen versus Anforderungen
Die UPTUN-Untersuchungen zeigen, dass ein einzelner brennender LKW, mit einer simulierten alltäglichen Beladung (also kein Tanklastwagen), hohe Brandintensitäten von 203 MW mit Temperaturen bis 1365 °C erreicht. Diese Erkenntnisse spiegeln die in Deutschland gültigen Richtlinien für Tunnelbauwerke nicht wider. Die im UPTUN-Programm mit dem Brand eines einzelnen Fahrzeugs erzielten Maximaltemperaturen von 1365 °C, sind durch die Bemessungskurven der ZTV-ING, Teil 5, und der EBA-Richtlinie in Deutschland nicht abgedeckt. Lediglich die RWS-Kurve weist mit 1350 °C Höchsttemperatur vergleichbare Werte auf.
Bei den vergangenen großen Tunnelbränden waren zudem auch immer mehrere Fahrzeuge durch Übergreifen des Brandes involviert und bis zum Verbrauch der Brandlasten und damit einer Abkühlung vergingen Stunden. Die Vollbrandphase der zurzeit in Deutschland gültigen Bemessungskurven ist dagegen jeweils recht kurz, während die angenommenen 110 Minuten Abkühlphase hier ein ausreichend großes Spektrum abdecken. Die beschriebenen Bemessungskurven für Brände sind wie im Hochbau dazu gedacht, Brandschutzbekleidungen in realen Branduntersuchungen zu prüfen und die angegebenen Anforderungen nachzuweisen, da rein rechnerische Nachweise zwar Temperaturentwicklungen am zu schützenden Bauteil ermitteln können, viele Eventualitäten im Zuge eines Brandverlaufes jedoch unberücksichtigt lassen.
Branduntersuchungen sind daher auch möglichst großflächig und nah an der späteren Einbausituation durchzuführen.

## Kosten und Nutzen
Gegenüber dem Einbau technischer Schutzmaßnahmen oder einer Sanierung des lediglich mit erhöhter Betondeckung und/oder Zusatzbewehrung geschützten Bauwerkes nach Brandbeanspruchung, sind Brandschutzbekleidungen mit ca. 3 ‰ der Gesamtbaukosten vergleichsweise günstig. Sie fehlen aber in dem von der RABT geforderten Gesamtsicherheitskonzept für Tunnelbauwerke.

## Relevante Normen und Richtlinien
In der Hierarchie technischer Regeln bilden nach den übergeordneten Gesetzen und baurelevanten Verordnungen als Rechtsgrundlage sowie – im Hochbau – den Verwaltungsvorschriften als interne Weisungen, auch Normen und Richtlinien als Stand der Technik die Grundlage für die Bauplanung und Bauausführung im deutschen Bauwesen.

### Anforderungen an Straßentunnelbauwerke in Deutschland
Die besondere Sorgfaltspflicht beim Bau von Tunneln wurde in Deutschland durch die im Jahr 1996 vom Bundesminister für Verkehr herausgegebenen Zusätzlichen Technischen Vertragsbedingungen für Kunstbauten (ZTV-K) unterstrichen. Sie verwiesen zum einen auf die je nach Bauweise relevanten Normen, wie DIN 1045 für Stahlbeton- oder DIN 4227 für Spannbetonbauweise, zum anderen aber auch auf eine weitere Richtlinie, die Zusätzlichen Technischen Vertragsbedingungen und Richtlinien für den Bau von Straßentunneln (ZTV-Tunnel). Im Jahr 2006 sind die ZTV-K und die ZTV-Tunnel durch die ZTV-ING ersetzt worden. Die ZTV-ING ist in 10 Teile untergliedert. Die ZTV-ING, Teil 7 „Tunnelbau“ umfasst 5 Abschnitte mit unterschiedlichen Ausgabedaten und gilt neben den neueren bzw. ergänzenden EABT-80/100 und RE-ING (Teil 3 Tunnel – Abschnitt 2, Absatz 8) als zentrales Regelwerk für Straßentunnel im Zuge von Bundesfernstraßen.
Im Jahr 2004 wurde auf europäischer Ebene die Richtlinie 2004/54/EG über Mindestanforderungen an die Sicherheit von Tunneln im transeuropäischen Straßennetz, die sogenannte EU-Tunnelrichtlinie, eingeführt. Die Ausgabe von 2006 der deutschen Richtlinie für die Ausstattung und den Betrieb von Straßentunneln (RABT) von der Forschungsgesellschaft für Straßen- und Verkehrswesen e. V. im Benehmen mit dem Bundesministerium für Verkehr, Bau und Stadtentwicklung (BMVBS) und den Obersten Straßenbaubehörden basiert auf der EU-Richtlinie und verweist unter anderem hinsichtlich des baulichen Brandschutzes auf die ZTV-ING, Teil 7. Im Sinne der RABT ist der bauliche Brandschutz Teil eines geforderten Gesamtsicherheitskonzeptes. Die Fortschreibung der RABT von 2016 wurde nicht für den Bundesfernstraßenbereich eingeführt und stattdessen in eine Empfehlung für die Ausstattung und den Betrieb von Straßentunneln mit einer Planungsgeschwindigkeit von 80 km/h oder 100 km/h (EABT-80/100) überführt. Die EABT-80/100 gelten für alle neuen für den Kraftfahrzeugverkehr bestimmten Tunnel (Straßentunnel) ab einer geschlossenen Länge von 80 m mit eben dieser Planungsgeschwindigkeit von 80 km/h oder 100 km/h. Darüber hinaus gelten die EABT-80/100 für Änderungen und Erneuerungen bestehender Straßentunnel ab einer geschlossenen Länge von 80 m mit der entsprechenden Planungsgeschwindigkeit.

### Anforderungen an Eisenbahntunnel in Deutschland
Die deutsche Richtlinie Anforderungen des Brand- und Katastrophenschutzes an den Bau und den Betrieb von Eisenbahntunneln des Eisenbahnbundesamtes (EBA) beschreibt die Bauliche Gestaltung, die Betriebliche Anforderungen und Sonstige Maßnahmen für diese Tunnelbauwerke.

### Anforderungen in anderen Ländern
In den Niederlanden wird nach den Vorgaben der Rijkswaterstaat (RWS) geplant und gebaut. Um den realen Bränden – zum Beispiel im Mont-Blanc-Tunnel – gerecht zu werden, wurde eine weitere Tunnelbrandkurve kreiert, die HCM-Kurve. Diese modifizierte Kohlenwasserstoffkurve wird als Schutzziel für französische Tunnel gefordert. Die Anforderungen der RWS-Kurve sind noch höher und überschreiten mit 1350 °C Maximaltemperatur die Schmelz- oder Sintergrenze einiger Materialien, auch derer, die als Bekleidung den Bauwerksschutz liefern sollen. Innerhalb sehr kurzer Zeit werden nach dieser Tunnelbrandkurve Temperaturen von 1200 °C erreicht, die dann weiter steigen und in der 60. Minute ihren Höhepunkt bei 1350 °C haben. Bis zur 120. Minute sinken sie wieder auf 1200 °C.
Während der Untersuchungen von Brandschutzsystemen nach diesen Temperaturbeanspruchungen dürfen
- an der Betonoberfläche nicht mehr als 380 °C auftreten,
- an der Bewehrung bei einer Betondeckung von 25 mm nicht mehr als 250 °C entstehen,
- die Temperatur an Fugendichtungen 60 °C nicht überschreitet,
- die Bekleidung und/oder die Verbindungsmittel nicht versagen und
- infolgedessen keine explosionsartigen Abplatzungen des Betons entstehen.

### Richtlinie RABT, Ausgabe 2016

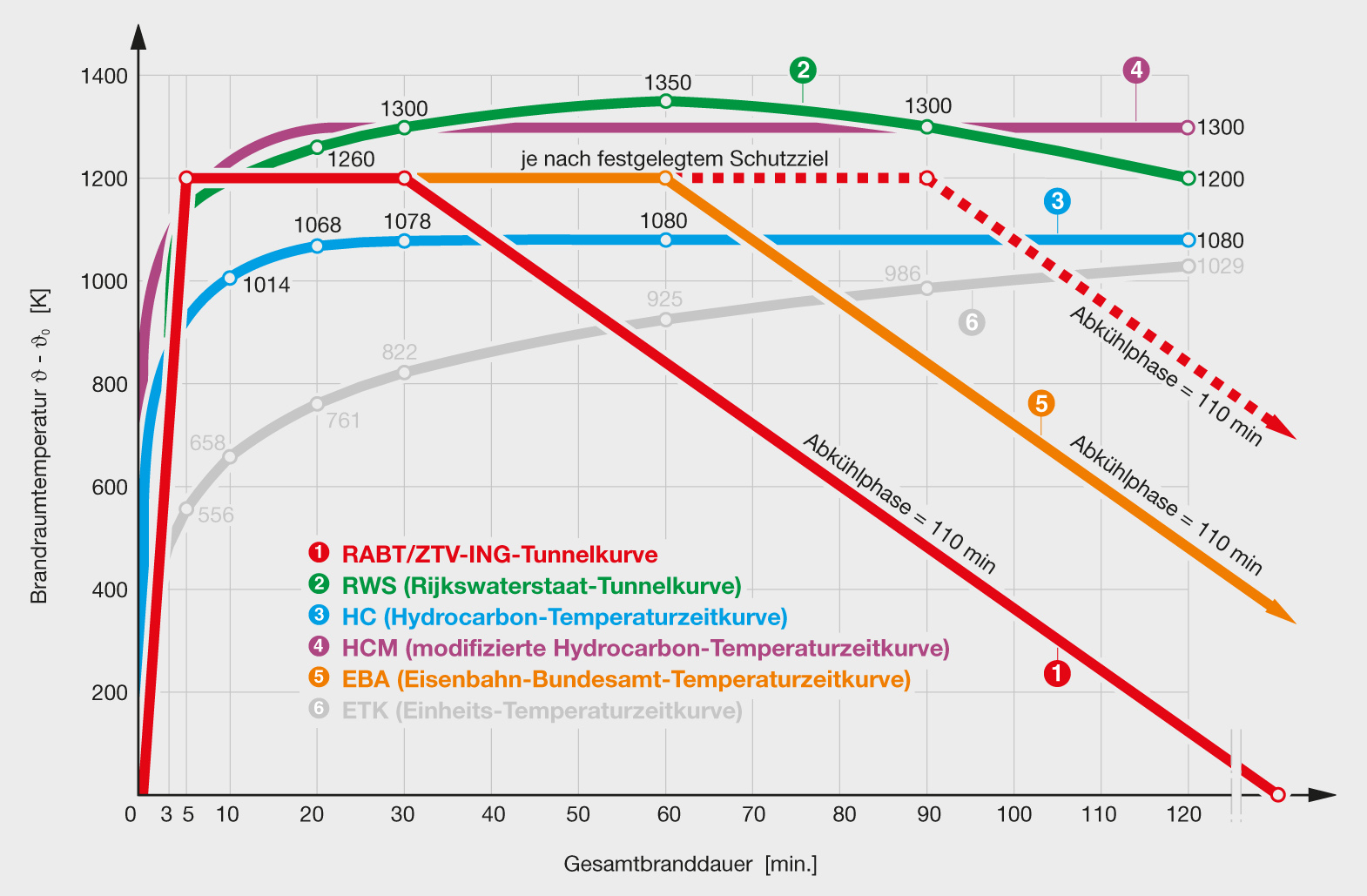
Unterschiedliche Tunnelbrandkurven

Die Richtlinien für die Ausstattung und den Betrieb von Straßentunneln (RABT) wurden erstmals im Jahr 1985 veröffentlicht. Die Richtlinien beschreiben die Mindestanforderungen an das Sicherheitsmanagement, den Betrieb und die Auslegung der technischen Gewerke wie Beleuchtung, Belüftung, Verkehrstechnik sowie bauliche und technische Sicherheitseinrichtungen. Durch die Umsetzung dieser Anforderungen kann sowohl im Regelbetrieb als auch im Ereignisfall dem Nutzer und den Ereignisdiensten ein möglichst hohes Sicherheitsniveau, das mit dem der freien Strecke verglichen werden kann, gewährleistet werden.
In der RABT finden sich zum Beispiel für die Lüftung sinngemäß folgende Aussagen: Die Dimensionierung der Brandfalllüftung ist auf mindestens 30 MW auszulegen. Dabei geht man davon aus, dass diese Bemessungsbrandleistung nach wenigen Minuten erreicht oder überschritten wird. Bei hohen Lkw-Fahrleistungen und damit der Möglichkeit, dass mehrere Fahrzeuge erfasst werden, ist die Brandleistung auf 100 MW zu erhöhen. Da dies zu nicht mehr sinnvollen Anforderungen an die Lüftungsanlage führen kann, sind im Einzelfall Kosten-Risiko-Abwägungen durchzuführen und technisch machbare sowie kostenmäßig vertretbare Lösungen zu finden. Hinsichtlich der Regelungen zur bautechnischen Ausführung von Straßentunneln und ihrer Ausstattung, also auch für den baulichen Brandschutz, verweist die RABT auf die ZTV-ING, Teil 7. Das ferner in der RABT geforderte Gesamtsicherheitskonzept für einen Straßentunnel muss insbesondere Aussagen zur Schadensverhütung und Schadensmeldung, aber auch zur Selbst- und Fremdrettung von Personen sowie zur Hilfeleistung und Brandbekämpfung der Rettungsdienste beinhalten. Diese Angaben bzw. Vorgaben gelten für alle für den Kraftfahrzeugverkehr bestimmten Tunnel ab einer geschlossenen Länge von 80 m, sollen jedoch die fachtechnische Untersuchung und Planung in jedem Einzelfall nicht ersetzen.

### Richtlinie ZTV-ING, Teil 7 Tunnelbau

#### Abschnitt 1 Geschlossene Bauweise
Um einen ausreichenden baulichen Brandschutz zu gewährleisten, ist nach diesem Abschnitt der Richtlinie die Tunnelinnenschale so auszuführen, dass bei Brandeinwirkungen
- keine Schäden auftreten, die die Standsicherheit des Tunnels gefährden,
- keine bleibenden Verformungen der Konstruktion entstehen, die die Gebrauchsfähigkeit des Tunnels einschränken und
- die Dichtigkeit weitgehend gewährleistet bleibt.

Für die Konstruktion bzw. das Bauwerk müssen konstruktive Mindestmaßnahmen oder in Ausnahmefällen rechnerische Nachweisverfahren daher dafür sorgen, dass die tragende Bewehrung im Brandfall nicht über 300 °C erwärmt wird. Dies soll durch eine ausreichende Betondeckung der tragenden Bewehrung von mindestens 6 cm sichergestellt werden, wobei die Dicke der Innenschale mindestens 35 cm betragen muss. Zusätzliche Brandschutzmaßnahmen sollen dann nicht notwendig sein. Bei Zwischendecken ist – zum Verkehrsraum gerichtet – zusätzlich eine verzinkte Mattenbewehrung (N 94) gegen Betonabplatzungen anzuordnen, die dann selbst noch 2 cm Betonüberdeckung aufweisen muss.
Decken- und Wandfugen sind als Raumfugen mit Fugeneinlagen aus Baustoffen der Klasse A (nichtbrennbar) nach DIN 4102 zu versehen. Im Innenausbau wird für Flucht- oder Verbindungstüren zur Brandabschnittstrennung die Klassifizierung T 90 nach DIN 4102 mit ETK-/ISO-Kurve gefordert.
Die in Abschnitt 1 zu Grunde gelegte Brandkurve weist allerdings für das Bauwerk eine Feuerwiderstandsdauer von 30 Minuten mit 1200 °C auf, der eine 110-minütige Abkühlphase folgt. Inzwischen ist die Branddauer in der Regel auf 60 Minuten zu verlängern, wenn ein in einem Straßentunnel angenommener Brand mit „hoher Wahrscheinlichkeit zu einem Verlust des Bauwerks selbst bzw. darüber hinaus eines angrenzenden Bauwerks führen kann.“ Dies gilt zum Beispiel für Tunnel mit geringer Überdeckung unter Gewässern.
Je nach Branddauer ist dieser Kurvenverlauf im direkten Vergleich zur ETK-/ISO-Kurve zwar immer noch kürzer, jedoch wesentlich aggressiver im Anstieg, höher in den erreichten Temperaturen und kritischer durch die lange Abkühlphase und steht damit konträr zu der Anforderung T 90 nach DIN 4102 für Flucht- und Verbindungstüren.
Gewässerquerungen oder Tunnel unterhalb von Stadt-/Wohngebieten erfordern die in der ZTV-ING, Teil 7, aktuell aufgenommenen Risikobetrachtungen mit längeren Branddauern, um der angesprochenen Sorgfaltspflicht des Ingenieurs gerecht zu werden. Bei der 4. Röhre des Elbtunnels wurde daher schon vor der Aktualisierung der ZTV-ING, Teil 7, die Branddauer auf 90 Minuten, zuzüglich 110 Minuten Abkühlphase, ausgedehnt.
Anhang B beschreibt und definiert die Verwendung von PP-Faserbeton im Bauwerksbeton.
Bau- und Werkstoffe, die den vorgenannten Anforderungen nicht genügen, sind durch zusätzliche Maßnahmen gegen Brandeinwirkungen zu schützen. Die verwendeten Baustoffe selbst müssen der Baustoffklasse A (nichtbrennbar) nach DIN 4102 entsprechen und dürfen keine Stoffe freisetzen, die Personen oder das Bauwerk schädigen.
Befestigungsmittel für konstruktive Tunneleinbauten und Leerrohre müssen die Edelstahl-Werkstoffgüte 1.4529 oder 1.4547 aufweisen und der Widerstandsklasse IV/stark nach EN ISO 3506 sowie EN 10088 entsprechen. Die verwendeten Dübel müssen für nicht ruhende Beanspruchung allgemein bauaufsichtlich zugelassen oder mit entsprechend reduzierten Beanspruchungen statisch nachgewiesen sein. Die anzusetzenden Belastungswerte für Druck und Sog richten sich bei Bekleidungen nach dem lichten Querschnitt des Tunnels. Die Anforderungen an die Dübel oder auch Schrauben gelten auch für die Montage von Brandschutzbekleidungen mit Tunnelbauplatten.

#### Abschnitt 2 Offene Bauweise
Die grundsätzlichen Aussagen zum baulichen Brandschutz und zu den Befestigungsmitteln für Tunnel in offener Bauweise decken sich mit denen in Abschnitt 1. Auch hier wird auf Anhang B in Abschnitt 1 hinsichtlich PP-Faserbetons verwiesen.
In dem Abschnitt 2 ist das derzeitige rechnerische Nachweisverfahren zum baulichen Brandschutz für Rechteckrahmenquerschnitte über ein vereinfachtes Nachweisverfahren mit Ansatz eines Temperaturgradienten von 50 K in Wand und Decke geregelt. Für die Konstruktion wird als Nennmaß der Betondeckung der Stahleinlagen innen und außen Cnom = 60 mm angegeben, als Mindestmaß Cmin = 50 mm. Für Decken gelten die Angaben zur Betondeckung inklusive der Mattenbewehrung (N94) aus Abschnitt 1. Zusätzlich wird für Rahmen mit oder ohne Sohle, ein- und zweizellig, mit Bauteildicken von 0,80 m bis 1,60 m und Stützweiten bis 16 m die Möglichkeit eines vereinfachten rechnerischen Nachweises für den Lastfall Brand beschrieben. Hierfür ist ein Temperaturunterschied von 50 K in Wand und Decke bei voller Steifigkeit des Betonquerschnittes in Zustand I anzusetzen. Der Nachweis selbst ist die Kombination für außergewöhnliche Bemessungssituationen nach EN 1991-2 (Eurocode 2) und für den erforderlichen Bewehrungsquerschnitt und die Bewehrungsführung aus der Bemessung für Gebrauchslasten nach EN 1992-2. Alternativ beschreibt die Richtlinie auch einen genauerer rechnerischer Nachweis. Da hierzu jedoch keine eindeutigen Regelungen zur Durchführung vorliegen, hat dieser in der Praxis keine Relevanz.
Bei einem, gegenüber dem Gebrauchszustand, wesentlich höher ermittelten Bewehrungsgrad oder abweichenden Querschnitten und Systemen ist der rechnerische Nachweis dann jedoch genau zu führen. Für die Brandschutzmaßnahmen im Innenausbau gilt Abschnitt 1.

#### Abschnitt 3 Maschinelle Schildvortriebsverfahren
Für die Bauweise mit Tunnelbohrmaschinen gelten für die Konstruktion allgemein und im Hinblick auf die thermischen Einwirkungen ebenfalls die Anforderungen nach Abschnitt 1.
Bei einschaligen Tübbingkonstruktionen dienen mit einem Nennmaß der Betondeckung von 6 cm seitlich auch die angeordneten Anprallwände als Brandschutz. Diese sind mit einem PP-Faserbeton nach Abschnitt 1, Anhang B, herzustellen. Der freiliegende Firstbereich ist mit Brandschutzsystemen auszukleiden. Druck- und Sogeinwirkungen aus dem Straßenverkehr sind dabei zu beachten. Alternativ zur Auskleidung mit Brandschutzplatten, also z. B. Silikat-Brandschutzbauplatten, sind auch andere, nachgewiesene Schutzsysteme, wie dem Beton beigefügte PP-Fasern, zulässig.
Bei zweischaligen Tübbingkonstruktionen sind für die Innenschale bei Einhaltung der Anforderungen nach Abschnitt 1, Nr. 7, keine zusätzlichen Brandschutzmaßnahmen notwendig.
Für den Innenausbau wird auf Abschnitt 1 verwiesen.

#### Abschnitt 4 Betriebstechnische Ausstattung
In der Ausgabe vom Januar 2022 dieses Abschnitts (zu beziehen bei der FGSV-Verlag GmbH, Wesselinger Str. 17 in 50999 Köln) finden sich Angaben zur Materialwahl für Bau- und Anlagenteile, um eine lange Lebensdauer zu erzielen. Danach sind Befestigungselemente und Aufhängekonstruktionen für konstruktive Einbauten der Anforderungklasse II zuzuordnen, d. h., der Einsatz von Stahl mit Oberflächenschutz ist ausgeschlossen. Somit gelten auch hier die Anforderungen an die Werkstoffgüten aus Abschnitt 1 und 2.
Zusätzlich sind Aufhängekonstruktionen so auszuführen, dass „im Brandfall der lichte Raum des Tunnels vollständig frei bleibt und in keiner Weise durch abgestürzte oder herunterhängende Bau- und Anlagenteile eingeschränkt ist.“ Folgerichtig findet sich in Abschnitt 2.5.1: „Die erforderliche Tragfähigkeit und Einbindetiefe der Befestigungsmittel bzw. Verankerung im Beton sind auch für die Zustände bei und nach Brandeinwirkung (z. B. Betonabplatzungen) nachzuweisen.“ Anmerkung des Verfassers: Die Abplatzungen beim Brand im Eurotunnel betrugen am ungeschützten Beton zwischen 26 und 40 cm – und das auf einer Länge von 500 m. Die Verankerungen für technische Einbauten müssten am unbekleideten Beton also entsprechend ausgelegt sein, um der geforderten Sorgfaltspflicht des Fachingenieurs zu genügen. Durchbrüche mit und ohne Leitungen, mit Kabeln belegte oder nicht belegte Kabelrohre und andere vergleichbare Öffnungen in Decken und Wänden müssen mit „Brandschottungen“ von mindestens 90 Minuten Feuerwiderstand nach DIN 4102, Teil 12 versehen werden. Dies entspricht nach DIN 4102 dem Funktionserhalt E 90 für Kabelkanäle, hat im eigentlichen Sinn aber nichts mit klassifizierten Abschottungen oder den für Tunnel angegebenen Temperaturzeitverläufen zu tun. Auf jeden Fall müssen die Bauteile, an die solche „Brandschottungen“ angeschlossen werden, nach DIN 4102 ebenfalls einen Feuerwiderstand von 90 Minuten oder höher aufweisen. Eine logische Schlussfolgerung, die durchaus auch für Tunnelbauwerke angewendet werden kann und daher sollte.

### EABT-80/10 und RE-ING Teil 3
Deutsche Regelungen waren zunächst nur in den „Richtlinien für die Ausstattung und den Betrieb von Straßentunneln (RABT)“ enthalten und sind nunmehr, weiter konkretisiert, für Straßentunnel in die ZTV-ING, EABT-80/100 und RE-ING (Teil 3 Tunnel – Ab-schnitt 2, Absatz 8) aufgenommen worden.

### EBA-Richtlinie
Aufgrund der erschwerten Erreichbarkeit des Brandortes, sind nach der EBA-Richtlinie auch bei Eisenbahntunneln Vorkehrungen für den Brandschutz notwendig. Sie sollen der Gefahrenabwehr, der Schadensbegrenzung, der Selbstrettung von Personen sowie dem Einsatz und der Hilfeleistung durch Rettungsdienste dienen. Für den baulichen Brandschutz gilt im Prinzip der Temperatur-Zeitverlauf nach ZTV-ING, Teil 7, jedoch mit 60 Minuten Branddauer bei 1200 °C.
Nach der EBA-Richtlinie rechnet man bei diesem Verlauf sogar mit Abplatzungen an der Tunnelschale, die durch geeignete konstruktive Maßnahmen in der Größe begrenzt werden sollen. Gleichzeitig dient dies natürlich dem Personenschutz von Verunglückten und Rettern. Eine Diskrepanz gibt es dann aber auch hier: Funktionserhalt E 90 nach DIN 4102 für elektrische Kabelanlagen gegenüber 60 Minuten Branddauer und Abkühlphase nach der aggressiveren Tunnelbrandkurve für das Bauwerk. Die Angaben dieser Richtlinie gelten für Tunnelbauwerke ab einer Länge von mehr als 500 m. Anforderungen an den Korrosionsschutz von Einbauten und Befestigungsmitteln finden sich in der Richtlinienreihe 853, konkret 853.0101 bzw. 853.5001, der DB Netz AG.

### BOStrab
Gemäß der Verordnung über den Bau und Betrieb der Straßenbahnen (BOStrab), welche für den Bau und Betrieb der Straßenbahnen im Sinne des § 4 des Personenbeförderungsgesetzes (PBefG), gilt, zählen Tunnel zu den Betriebsanlagen. Nach § 3 Allgemeine Anforderungen dieser Verordnung müssen die Betriebsanlagen so beschaffen sein, dass, Zitat: „die Entstehung und Ausbreitung von Bränden durch vorbeugende Maßnahmen erschwert werden und im Brandfall die Möglichkeit zur Selbst- oder Fremdrettung von Personen oder eine Kombination von beidem sowie zur Brandbekämpfung besteht“.  In der § 30 Tunnel heißt es, Zitat: „Tunnel müssen so gebaut sein, daß […] 2. bei einem Brand die Standsicherheit seiner tragenden Bauteile gewährleistet bleibt,“ […]. Weiterhin werden in der Norm Vorgaben zu den Fluchtwegen und deren Anordnung gemacht.